# Кімпосан-Мару
Кімпосан-Мару — транспортне судно, яке під час Другої світової війни взяло участь у операціях японських збройних сил у Мікронезії та в архіпелазі Бісмарка.

## Передвоєнна історія
Кімпосан-Мару спорудили в 1937 році на верфі Mitsui Bussan K.K. Zosenbu Kojo на замовлення компанії Mitsui Bussan, яка поставила його на лінію між Йокогамою та Дайреном (наразі Далянь у Маньчжурії) і Їнкоу.
У червні 1938-го на тлі Другої японо-китайської війни судно реквізували для потреб Імперської армії Японії, проте наступного року повернули власнику.
28 січня 1940 Кімпосан-Мару знову реквізували, тепер для Імперського флоту Японії.

## Рейси до Мікронезії
Протягом грудня 1941 — березня 1942 Кімпосан-Мару відвідало японські порти Йокосука, Токіо, Тітідзіма (на островах Огасавара) та здійснило рейси до Мікронезії, де двічі побувало на островах Палау (важливий транспортний хаб на заході Каролінських островів) і Яп (так само захід Каролінського архіпелагу), а також зайшло на Сайпан (Маріанські острови).
18—27 квітня судно здійснило перехід з Йокосуки до атола Трук на сході Каролінських островів (ще до війни тут була створена потужна база ВМФ, з якої до лютого 1944-го провадились операції в цілому ряді архіпелагів). 10—12 травня Кімпосан-Мару перейшло на розташований далі на схід острів Понпеї, а потім рушило до Маршаллових островів, де відвідало атоли Ебон та Еніветок, після чого 21 червня повернулось до Йокосуки.
До середини серпня 1942-го судно відвідало порти Йокогама, Йоккаїчі, Омінато, Отару, побувало в Хорокісі (бухта Ізильметьєва на західному узбережжі Сахаліна), на Тітідзімі, а 18 серпня прибуло на Гуам (Маріанські острови). Звідси воно через Понпеї знову рушило на Маршаллові острови (атоли Джалуїт, Ебон), після чого 23 вересня прибуло до Йокосуки.
21 жовтня 1942-го почався черговий рейс Кімпосан-Мару до Мікронезії. Судно знову пройшло через Гуам до Маршаллових островів (атоли Кваджелейн, Вотьє, Малоелап, Мілі, Джалуїт, Ебон), а 6 грудня повернулось до Йокосуки.

## Рейс до Рабаулу
2 січня 1943-го Кімпосан-Мару вийшло з Йокосуки в рейс до Рабаулу — головної передової бази японців у архіпелазі Бісмарка, з якої провадились операції на Соломонових островах та сході Нової Гвінеї.
Ввечері 16 січня за сотню кілометрів на захід від острова Новий Ганновер підводний човен Greenling торпедував Кімпосан-Мару. Судно швидко затонуло, загинув 31 член екіпажу. Мисливець за підводними човнами CH-17, який повертався до Рабаулу, без успіху контратакував Greenling глибинними бомбами, після чого рятував тих, хто вижив.